# Bhankharpur
Bhankharpur é uma vila no distrito de Patiala, no estado indiano de Punjab.

## Demografia
Segundo o censo de 2001, Bhankharpur tinha uma população de 9118 habitantes. Os indivíduos do sexo masculino constituem 54% da população e os do sexo feminino 46%. Bhankharpur tem uma taxa de literacia de 71%, superior à média nacional de 59.5%; a literacia no sexo masculino é de 74% e no sexo feminino é de 67%. 13% da população está abaixo dos 6 anos de idade.